# زاوية مولاي عبد المالك (آيت يحيى 2)
زاوية مولاي عبد المالك هي زاوية تقع بجماعة آيت سدرات السهل الغربية، إقليم تنغير، جهة درعة تافيلالت في المملكة المغربية. تنتمي هذه الزاوية لمشيخة آيت يحيى 2 التي تضم 16 دوار. يقدر عدد سكانها بـ 264 نسمة حسب الإحصاء الرسمي للسكان والسكنى لسنة 2004.

## روابط خارجية
- البوابة الوطنية للجماعات الترابية نسخة محفوظة 12 مارس 2018 على موقع واي باك مشين.
- المندوبية السامية للتخطيط